# Constituição de Vidovdan

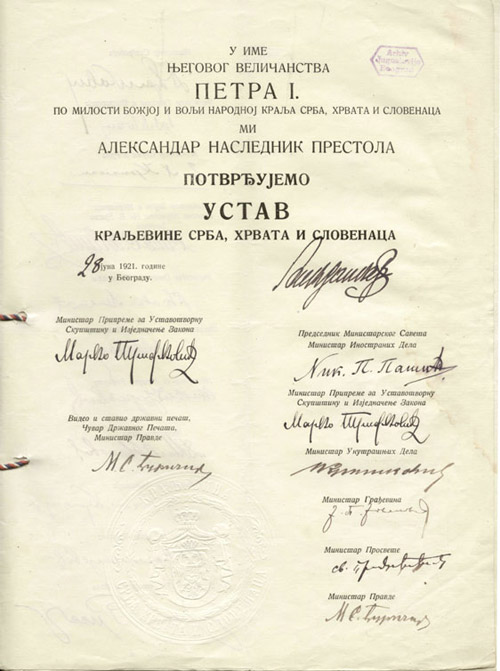
Constituição de 1921

A Constituição de Vidovdan foi a primeira constituição do Reino dos Sérvios, Croatas e Eslovenos. Foi aprovado pela Assembleia Constituinte em 28 de junho de 1921, apesar do boicote da oposição à votação. A Constituição tem o nome da festa de São Vito (Vidovdan), um feriado ortodoxo sérvio.  A constituição exigia maioria simples para ser aprovada. Dos 419 deputados, 223 votaram a favor, 35 votaram contra e 161 se abstiveram. 
A Constituição vigorou até o Rei Alexandre I proclamar sua Ditadura de 6 de Janeiro naquela data, em 1929.

## Adoção
O processo de adopção da Constituição de Vidovdan revelará grandes conflitos políticos no novo estado. Embora existissem planos anteriores para adotar uma Constituição (ver as Diretrizes, a Declaração de Corfu, o Acordo de Genebra), a Constituição acabou sendo adotada por uma maioria estreita e predominante numa base nacional. 

### A favor
- Partido Democrático
- Partido Radical Popular
- Organização Muçulmana Iugoslava
- Aliança dos Agrários
- Džemijet

### Contra
- Partido Social-Democrata Iugoslavo
- Partido Republicano Iugoslavo
- Ministro das Relações Exteriores, Ante Trumbić

### Boicotado
- Partido Comunista da Iugoslávia – deixou a assembleia em junho
- Partido Republicano Camponês Croata - assembleia boicotada desde as eleições de 1920
- Partido Popular Esloveno – deixou a assembleia em junho
- Partido Popular Croata – deixou a assembleia em junho
- União Croata – deixou a assembleia em maio

## Disposições
O Reino dos Sérvios, Croatas e Eslovenos é designado como uma monarquia constitucional, parlamentar e hereditária, cuja língua é o servo-croata-esloveno. Foi estabelecido um sistema unitário (a teoria do povo da tribo). Os princípios proclamados de separação de poderes foram deformados por disposições posteriores, mas em princípio existia o parlamentarismo. 
O poder legislativo era partilhado pelo Rei e pela Assembleia Nacional. O rei tinha uma ampla gama de poderes - iniciativa legislativa, sanção, promulgação de leis, bem como iniciativa e consentimento para alterar a Constituição. Ele também tinha o direito de declarar guerra e concluir a paz. Ele também possuía amplos poderes em relação à nomeação de juízes e à dissolução da assembleia. Além disso, tinha os poderes clássicos de chefe de estado. 
A Assembleia Nacional era um órgão representativo unicameral. De acordo com a Constituição de Vidovdan, os cidadãos tinham direitos políticos - direito de voto, direito de associação, reunião e conluio. Os direitos de voto eram limitados pela faixa etária relativamente elevada e não eram usufruídos pelas mulheres. Para as mulheres, a Constituição previa a aprovação de legislação que abordasse a questão do seu sufrágio, mas não foi promulgada durante a vida do reino. Cada membro da assembleia tinha direito de iniciativa legislativa, questão parlamentar, interpelação. Em caso de alteração da Constituição, a Assembleia dissolvia-se e elegia uma nova, o que tinha o significado de referendo constitucional oculto. 
O Conselho de Ministros respondia tanto ao Rei como à Assembleia Nacional (parlamentarismo de Orleães) e os ministros não precisavam ser deputados. Houve também a responsabilização criminal e civil dos ministros, existindo um Tribunal Estadual especial. O Conselho de Ministros tinha o direito de legislar, de emitir regulamentos para a implementação da lei e daqueles com força legal em casos especiais. 
Os tribunais eram independentes e organizados como tribunais de primeira instância, de recurso e de cassação (sediados em Zagreb). Também foram previstos tribunais administrativos especiais (Conselho de Estado e Controle Principal). 
Foi prescrito um grande número de direitos socioeconómicos, bem como um Conselho Econômico especial. 
As unidades de divisão territorial-administrativa eram distritos, distritos, distritos e municípios. 

## Propostas alternativas

### Partido Camponês Republicano Croata
O Partido Camponês Republicano Croata adotou a Constituição da república camponesa neutra da Croácia em Zagreb em 1 de abril de 1921. 

### União Croata
A União Croata propôs uma confederação do reino em seis entidades: 
1. Sérvia
2. Croácia
3. Montenegro
4. Bósnia e Herzegovina
5. Voivodina
6. Eslovênia

## Consequências
Em 30 de junho, um editorial do jornal Samouprava do Partido Radical Popular afirmou: "O Vidovdan deste ano restaurou-nos um império".  Em 21 de julho, o Ministro do Interior e membro do Partido Radical Popular, Milorad Drašković, foi assassinado em Delnice por um grupo de comunistas. 
A viabilidade da constituição dominou as eleições parlamentares de 1923. 
O Partido Camponês Croata não aceitou a legitimidade da constituição. Após as eleições de 1925, a entrada no governo foi oferecida ao partido por Nikola Pašić. O Partido Camponês Croata aceitou e reconheceu a constituição. O líder Stjepan Radić foi libertado da prisão, juntamente com outros dirigentes do partido. 